# Ejlstrup
Ejlstrup – dawna miejscowość w Danii, w regionie Dania Południowa, obecnie dzielnica Odense, na wyspie Fionia.